# Dubravica (miasto Dubrownik)
Dubravica – wieś w Chorwacji, w żupanii dubrownicko-neretwiańskiej, w mieście Dubrownik. W 2011 roku liczyła 37 mieszkańców.